# 拉特科·拉多万诺维奇
拉特科·拉多万诺维奇（羅馬化：Ratko Radovanović，1956年10月16日—），塞尔维亚男子篮球运动员。他曾代表南斯拉夫国家队参加1980年和1984年夏季奥林匹克运动会篮球比赛，获得一枚金牌和一枚铜牌。